# Marknagelung

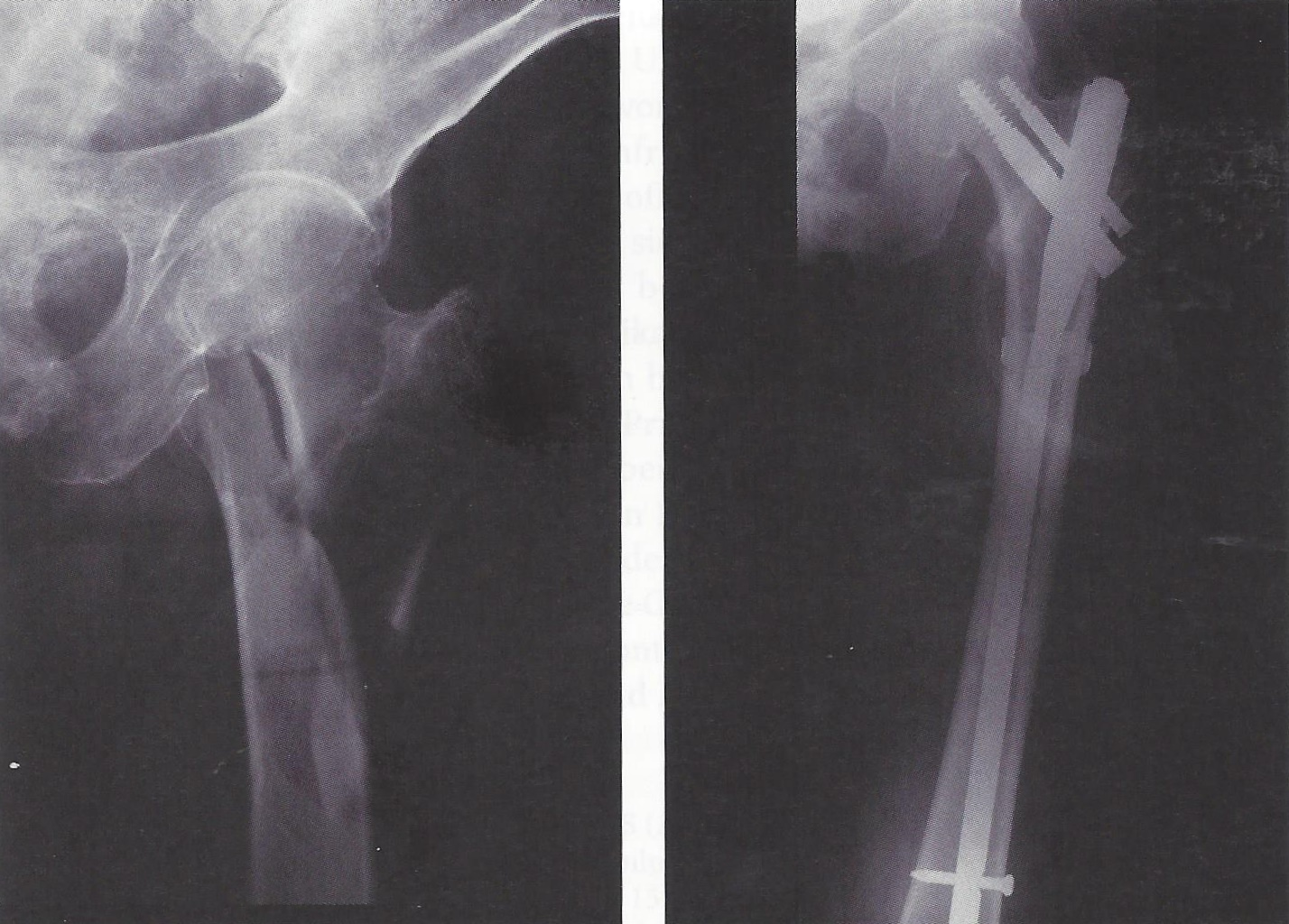
99-jährige Patientin, PFN

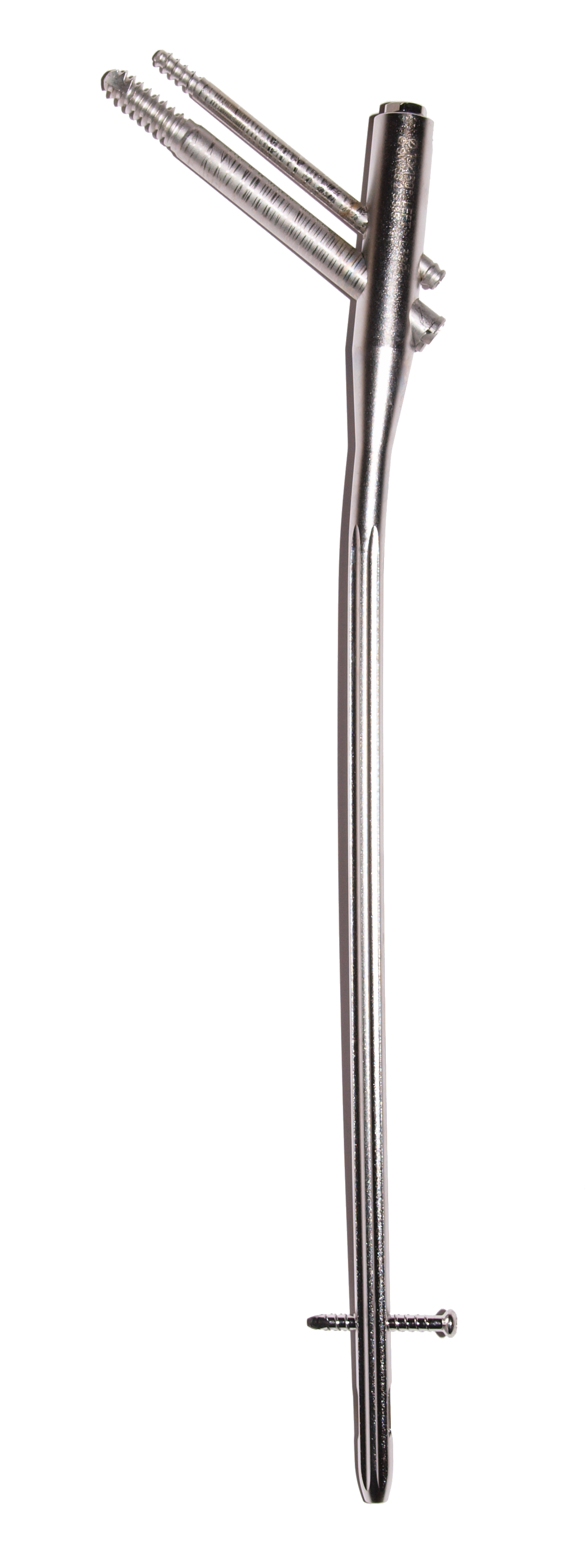
PFN wie auf dem vorstehenden Röntgenbild gezeigt

Die Marknagelung oder Markraumnagelung (die intramedulläre Knochennagelung) ist ein chirurgisches Verfahren zur Versorgung von Brüchen der Röhrenknochen, wobei durch das Eintreiben eines langen Metallstifts (Mark- oder Knochennagel) in das Knochenmark der Bruch von innerhalb des Knochens versorgt wird. Dies ermöglicht eine Kallusbildung und eine biologische Knochenheilung. Da ein Nagel für sich genommen nur die Stabilität in der Längsachse gewährleistet, wird bei modernen Marknägeln die Rotationsstabilität meist durch zusätzliche Verriegelungsbolzen gesichert, welche in Querrichtung durch den Knochen in den Nagel geschraubt werden (sogenannter Verriegelungsnägel).

## Geschichte

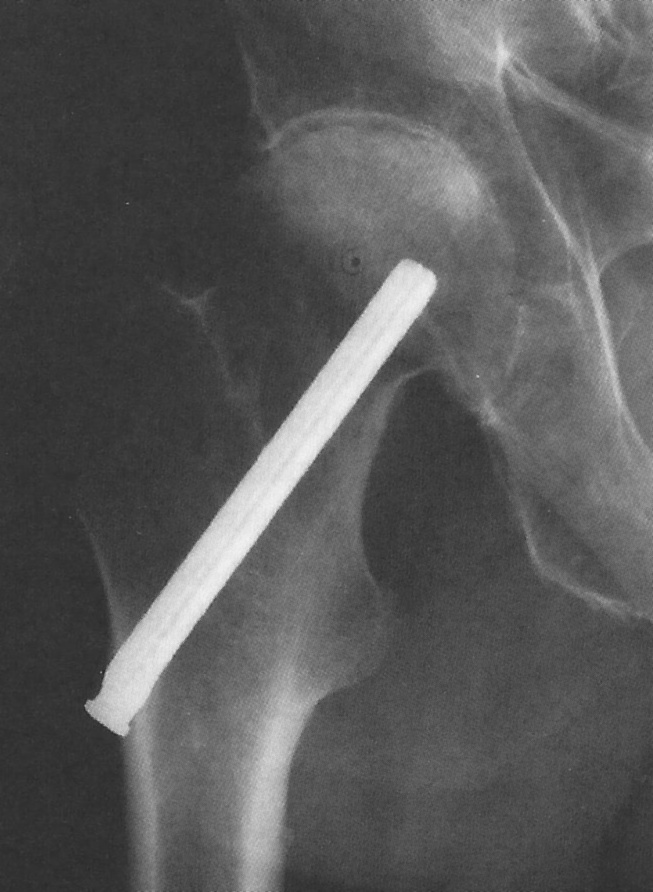
Seit 32 Jahren einliegender Smith-Petersen-Nagel

1887 berichteten Bircher und König über die ersten intramedullären Fixierungen gebrochener Röhrenknochen. 1916 verwendete Ernest William Hey Groves Elfenbein und Rinderknochen. 1925 stellte Marius Nygaard Smith-Petersen den Dreilamellennagel für Femurhalsfrakturen vor. Im November 1939 erfolgte die erste Marknagelung des menschlichen Oberschenkelschaftes durch Gerhard Küntscher, der auch die Form des Nagels selbst entworfen hatte.
Im März 1940 stellte Küntscher auf der 68. Tagung der Deutschen Gesellschaft für Chirurgie in Berlin seinen Marknagel vor. Die Entrüstung der Tagungsteilnehmer war groß, da dem Knochenmark eine unersetzliche Bedeutung für die Vitalität des Knochens und die Heilung nach Knochenbrüchen zugeschrieben wurde. Das Knochenmark sollte deshalb nach damaliger Vorstellung nicht angetastet werden. Die klinischen Erfolge und die Vorteile der Marknagelosteosynthese überzeugten aber nach und nach auch die anfänglichen Skeptiker. Die rasche Belastbarkeit der verletzten Extremität, der verkürzte Krankenhausaufenthalt und die rasche Wiedererlangung der Arbeitsfähigkeit waren die überzeugenden Argumente für dieses Osteosyntheseverfahren.
Die mit der seinerzeit vorherrschenden Therapie verbundenen langen Liegezeiten und Immobilisationen verursachten häufig erhebliche Komplikationen, wie z. B. eingesteifte Gelenke, Pneumonien, Thrombosen und Lungenembolien. Diese zum Teil lebensgefährlichen Komplikationen wurden dank Küntschers Verfahren sehr viel seltener.
Küntscher hatte zunächst einen unaufgebohrten und unverriegelten Marknagel mit V-förmigem Querschnitt vorgestellt. Das bedeutet, dass zur inneren Schienung ein Stahlrohr in der Markhöhle „verkeilt“ wurde. Durch den späteren kleeblattförmigen Querschnitt wurde der Nagel von innen elastisch verklemmt. Der nächste Schritt war die Aufbohrung der Markhöhle, um eine bessere Verklemmung zu erreichen und damit noch stabilere Osteosynthese zu erhalten. Durch das Aufbohren wurde der Querschnitt vergrößert und ein dickerer Marknagel konnte implantiert werden. 1942 begann Richard Maatz den Markraum aufzubohren. Ihm ging es insbesondere darum, den Formschluss im Knochen herzustellen. Dazu verwendete er konische Marknägel. Kurz darauf übernahm auch Küntscher die Technik des Aufbohrens. Zunächst verwendete er starre Bohrer, bis Ernst Pohl 1955 einen flexiblen, motorgetriebenen Markraumbohrer zur Verfügung stellte.
Weitere Neuerungen bei der Marknagelung waren etwa 1961 die Markraumschienung mit Bündelnagelung nach Karl H. Julius Hackethal, wodurch Übungsstabilität erzielt wurde, und der bis 1966 von H-J. Kaessmann und H. G. Weber als Modifikation des Küntscher-Nagels entwickelte Kompressionsnagel, bei dem durch eine Spannvorrichtung die Knochenfragmente durch axialen Druck fixiert und somit ein Ausbohren der Markhöhle vermieden wurde.
In den folgenden Jahren entwickelte sich die aufgebohrte Marknagelung zum Standardverfahren für Schienbeinschaftbrüche mit geringem Weichteilschaden. 1972 wurde der Klemm-Schellmann-Nagel und kurz darauf der Straßburger bzw. Grosse-Kempf-Nagel (benannt nach Arsène Grosse und Ivan Kempf) eingeführt, die zusätzlich die Möglichkeit zur statischen oder dynamischen Verriegelung boten. Eine weitere Entwicklung ist der Kompressionsmarknagel, der die Option zur Kompression des Frakturbereiches ermöglicht und damit die Apposition der Frakturenden deutlich verbessert. Hier war um 1966 das Modell nach Kaessmann noch mit einem aufgesetzten Spannapparat der Pionier.
Wenige Jahre später stellten Grosse und Kempf bei einem internationalen Symposium in Straßburg 1973 ein verändertes Nagelsystem vor. Dieses besaß neue Zielgeräte für die (proximale) Verriegelung und ein auf den C-Bogen des Bildwandlers montierbares und sterilisierbares distales Zielgerät.

## Gegenwart

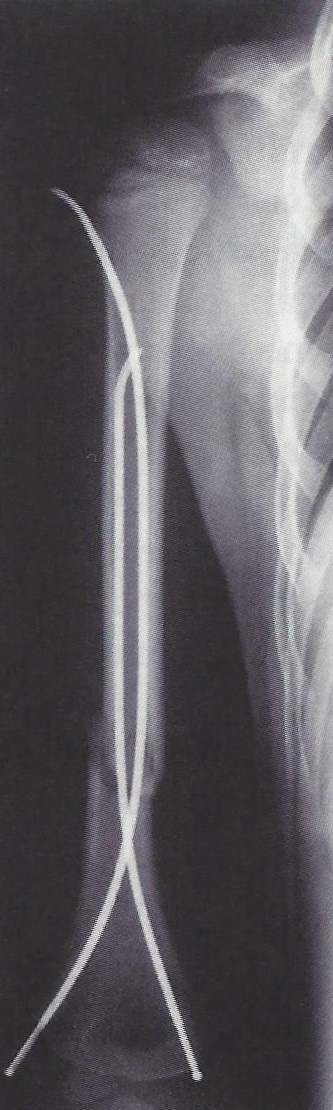
Prévôt-Nägel (Humerus)

Der heutige Stand der Technik sind Marknägel aus weitgehend inertem Titan. Diese Implantate bieten die Möglichkeit einer statischen oder dynamischen Verriegelung sowie einer Kompression auf den Frakturspalt. Versorgt werden geschlossene und einfach offene Frakturen der großen Röhrenknochen (Oberschenkel (Femur), Schienbein (Tibia), Oberarmknochen (Humerus) ). Andere Versorgungen stellen Außenseiteranwendungen in Spezialfällen dar. Für gelenknahe Frakturen an oben genannten Knochen gibt es eine Reihe von Spezialimplantaten mit besonderen Eigenschaften wie z. B. den Gammanagel, proximalen Humerusnagel oder distalen Femurnagel. Die Implantate sind auf den Zielknochen anatomisch vorgeformt und in verschiedenen Dicken und Längen erhältlich.
Grundsätzlich können diese Implantate belassen werden, eine Metallentfernung ist nicht medizinisch erforderlich. Dennoch wird das Fremdmaterial häufig nach Abheilung der Fraktur nach einem Jahr entfernt. Einerseits wird damit der Weg für etwaige folgende Gelenkprothesen geebnet, andererseits können Verriegelungsschrauben der Marknägel auftragen und stören.
Über die Marknagelung als solche wird heute nicht mehr gestritten. Wissenschaftliche Streitpunkte sind noch der aufgebohrte Nagel versus unaufgebohrten Nagel (reamed versus unreamed) und der optimale Zeitpunkt für die Versorgung von schwerstverletzten Patienten mit entsprechenden Osteosynthesen.

## Systeme
Bewährte Marknagelsysteme gibt es für Humerus, Femur und Tibia. Eine Bereicherung sind die retrograden Femurnägel für distale (suprakondyläre) Femurfrakturen.

### Nachteile
Durch das Eintreiben des Nagels in das fettige Knochenmark entsteht immer eine Fetteinschwemmung in den Blutkreislauf, welche zu Fettembolien in der Lunge führt. Bei normaler Lungenfunktion ist dies in der Regel kein größeres Problem, da das Fett in der Lunge schnell abgebaut werden kann. Bei einem Polytrauma oder anderen Situationen, in der die Lunge bereits vorgeschädigt ist, kann eine solche Fettembolie allerdings zu einem akuten Lungenversagen (ARDS) führen und tödlich sein. Deshalb besteht auch hier ein Forschungsbedarf über den optimalen Zeitpunkt der Frakturversorgung in solchen Fällen.
Auch die gebohrte (reamed) Version des Marknagels führt zu massiv erhöhten Drücken im Knochen und sogar zu einer erhöhten Rate von Fettembolien. Bei einem Polytrauma wird dies deshalb ebenfalls erst als zweites Verfahren angewandt.
Bei dem Einbringen des Nagels ist es in der Regel nötig, im Gelenkbereich den Knochen aufzubohren. Durch eine Verletzung der Gelenkkapsel können hier Probleme im Gelenk entstehen.

### Vorteile
Die Schonung des Periosts durch die Nagelungsmethode ist ein großer Vorteil gegenüber den Plattenosteosynthesemethoden. Auch die Schonung der Weichteile im Bereich des Bruchs ist ein großer Vorteil der Marknagelung gegenüber aller anderen Verfahren. Bei Plattenosteosynthesen muss hier im Bereich des Bruchs ein mehr oder weniger großer Schnitt durch Haut und Muskeln gemacht werden.